# 68P/Klemola
68P/Klemola, indicata anche come cometa Klemola, è una cometa periodica appartenente alla famiglia delle comete gioviane. È stata scoperta a fine ottobre 1965 da Arnold Richard Klemola su lastre riprese un osservatorio astronomico situato in Argentina.